# Melidectes princeps
Melidectes princeps là một loài chim trong họ Meliphagidae.